# Черварано (Пескара)
Черварано (итал. Cervarano) је насеље у Италији у округу Пескара, региону Абруцо.
Према процени из 2011. у насељу је живело 38 становника. Насеље се налази на надморској висини од 398 м.